# Inger Nordal
Pour les articles homonymes, voir Nordal.
Inger Nordal, née le 11 août 1944, est une botaniste norvégienne.